# Ola Ciupa
Ola Ciupa, właśc. Aleksandra Ciupa, pseud. DJ Slavic (ur. 1 sierpnia 1990 w Radomsku) – polska fotomodelka, prezenterka telewizyjna i celebrytka, która zdobyła popularność po występie w 59. Konkursie Piosenki Eurowizji (2014).

## Życiorys
W 2013 została I wicemiss Mazowsza 2013 oraz dotarła do półfinału wyborów Miss Polski 2013. W tym samym roku została finalistką Foto Models Poland 2013, została prezenterką programu Discostacja na kanale iTV oraz zagrała w teledysku do piosenki „Czegoś ciągle mi brak” zespołu disco polo Mega Dance. Pojawiła się także w klipach do dwóch innych utworów grupy – „Siódme niebo” i „Jesteś już przy mnie”.

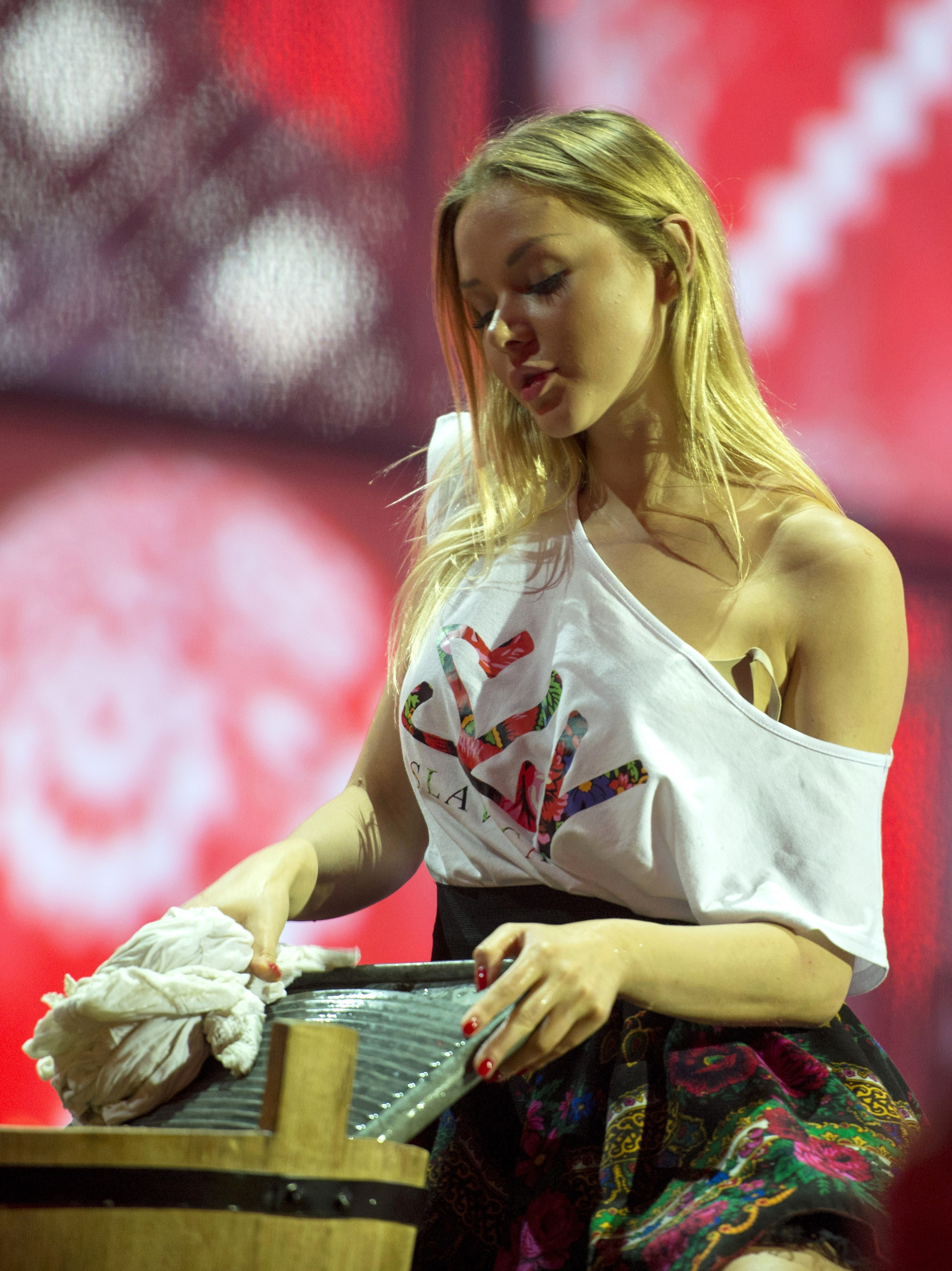
Ciupa podczas 59. Konkursu Piosenki Eurowizji w Kopenhadze (2014)

Wystąpiła w teledysku do utworu Donatana i Cleo „My Słowianie”, który niedługo po premierze we wrześniu 2013 zyskał popularność w Polsce. W lutym 2014 pojawiła się na okładce marcowego numeru magazynu „CKM”. Ogólnopolski rozgłos zyskała w maju 2014 po występie z Donatanem i Cleo podczas 59. Konkursu Piosenki Eurowizji w Kopenhadze; występ ze względu m.in. na skąpy strój Ciupy i jej prowokacyjne gesty podczas prania na tarce był szeroko komentowany w międzynarodowych mediach, redakcja dziennika „Aftonbladet” określiła go jako „seksistowski”.
W czerwcu 2014 została prezenterką telewizji 4fun.tv, dla której prowadziła pasma wakacyjne: Summer Hits, Summer Music i Summer Party. W tym samym miesiącu zdobyła tytuł Miss Małopolski 2014, dzięki czemu została dopuszczona do udziału w wyborach Miss Polonia, ale zrezygnowała z udziału w konkursie. We wrześniu tego samego roku wystąpiła w teledysku do utworu Donatana, Cleo i zespołu Enej „Brać”, a jesienią poprowadziła program muzyczny Hot Music w 4fun.tv. Wiosną 2015 uczestniczyła w pierwszej edycji programu rozrywkowego Celebrity Splash! w telewizji Polsat i pojawiła się na okładce kwietniowego wydania magazynu „CKM”, a w maju tego samego roku była sekretarką prezentującą wyniki polskiego głosowania w finale 60. Konkursu Piosenki Eurowizji w Wiedniu; jej prezentacja spotkała się z negatywnym odbiorem mediów ze względu na słabą znajomość języka angielskiego. W 2016 ukończyła studia magisterskie w Społecznej Akademii Nauk w Łodzi, broniąc pracy dyplomowej o wpływie diety na wygląd i kondycję skóry. W 2017 wystąpiła jako dama w jednym z odcinków programu TTV Damy i Wieśniaczki. Od 2019 jest prezenterką w Eska TV. W 2022 zagrała w teledysku do singla „Wartości” Kubańczyka i Eweliny Lisowskiej. W 2024 wzięła udział w drugiej edycji programu Królowa przetrwania w TVN 7.

## Życie prywatne
Była w związku z youtuberem Dannym Ferrerim (w 2019) i raperem Kubańczykiem (2019–2024).

## Programy telewizyjne
- 2013: Discostacja na antenie iTV – prowadząca program[1]
- 2014: Summer Hits, Summer Music i Summer Party na antenie 4fun.tv – prowadząca letnich pasm programowych
- 2015: Celebrity Splash! na antenie Polsat – uczestniczka programu, zajęła 9. miejsce
- 2015: Hell’s Kitchen. Piekielna kuchnia – gościnny udział w programie[25]
- 2015: Top Chef – gościnny udział w programie[26]
- 2017: Damy i Wieśniaczki na antenie TTV – uczestniczka programu.

## Teledyski
- 2013: Mega Dance – „Czegoś ciągle mi brak”[2]
- 2013: Donatan i Cleo – „My Słowianie”[1]
- 2014: Mega Dance – „Siódme niebo” i „Jesteś już przy mnie”[2]
- 2014: Donatan i Cleo feat. Enej – „Brać”[12]
- 2016: Popek, Ola Ciupa, Remi, EW i Alvaro – „Gorączka 3 dniowej nocy”[27]
- 2016: Popek – „Razem ze mną leć”
- 2018: Brave – „I Just Called to Say I Love You”
- 2022: Kubańczyk i Ewelina Lisowska – „Wartości"